# 施密特區

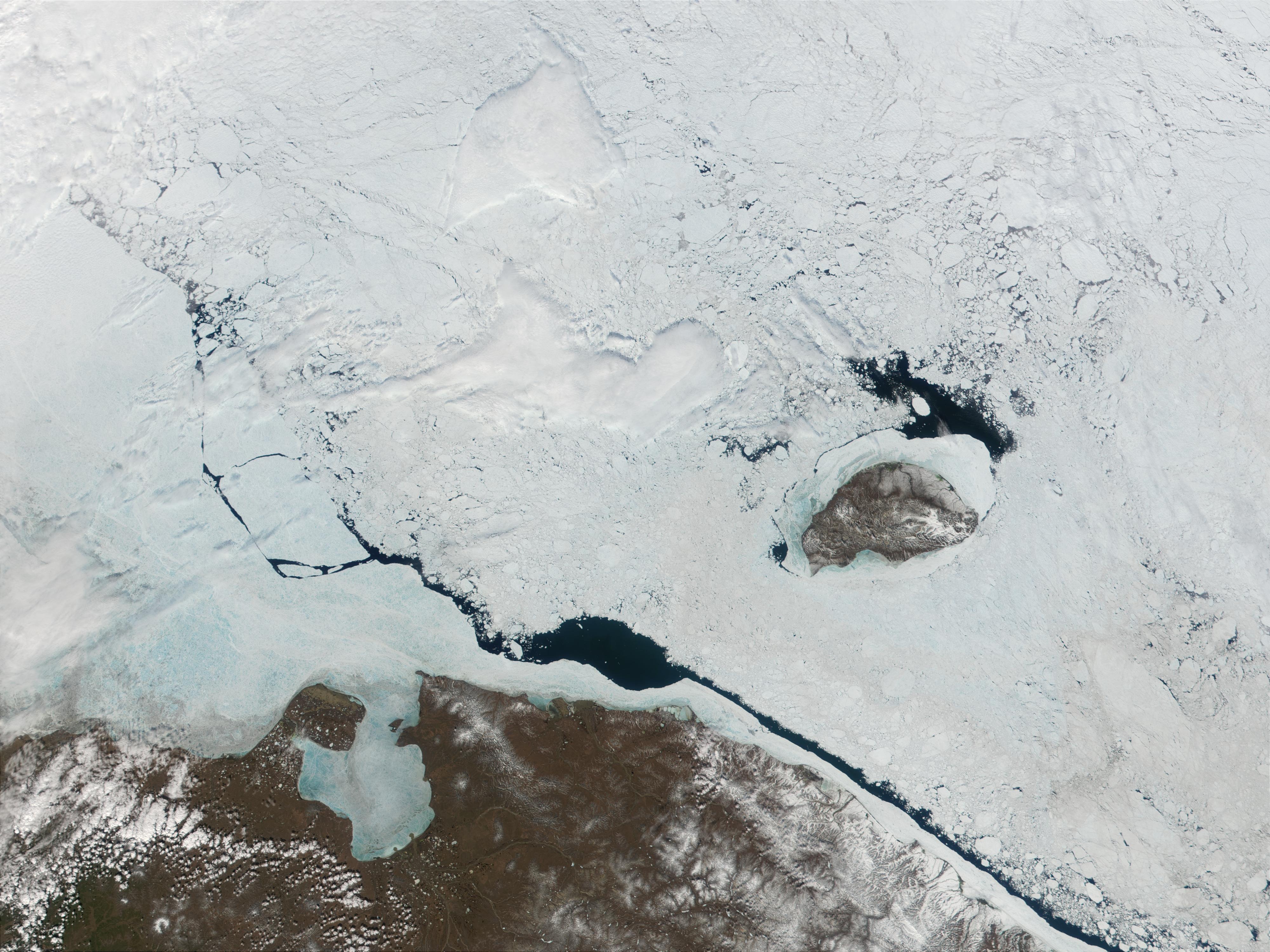

68°40′N 177°00′E / 68.667°N 177.000°E
施密特區（俄语：Шмидтовский район），是俄羅斯的一個區，位於該國東北部，由楚科奇自治區負責管轄，面積71,000平方公里，2010年人口1,469，人口密度每平方公里0.04人。
2011年划入尤利廷区。

### 脚注
1. ↑  .   [2021-07-13]. （原始内容存档于2021-12-07）.

### 其他
- First wave of new properties added to World Heritage List for 2004 （页面存档备份，存于）